# Poire de Hazé
La poire de Hazé est une variété ancienne de petite poire.

## Origine
D'origine très ancienne, la poire de Hazé est déjà citée en 1690 par Jean Merlet, comme originaire du bourg de Hazé. La poire est dédiée à Madame de Lansac, dame de Hazé, qui a été gouvernante de Louis XIV alors dauphin (d'où son appellation également de Dauphine).

## Synonymes
- Poire de Lansac,
- Franchipane d'automne,
- Dauphine[1].
- Lichefrion d'automne[2]

## Description

### Fruit
Petite poire ronde, lisse et jaune, des plus fondantes et des meilleures.
Sa forme est entre ronde et plate, plate vers la tête, un peu allongée vers la queue, allure de bergamotte.
Œil gros et à fleur, queue droite et longuette.
Le fruit se mange jusqu'en janvier s'il est cueilli tard, restant sur l'arbre même quand il n'a plus de feuilles, jusqu'aux gelées. Son eau est fort douce, particulière.

### Arbre
Sur les terres froides et humides, la poire est pâteuse et insipide, que l'arbre soit conduit sur cognassier. ou sur franc.